# نيل براند
نيل براند (12 أبريل 1996 في جنوب أفريقيا - ) (بالإنجليزية: Neil Brand)‏ هو لاعب كريكت بريطاني. شارك مع منتخب إنجلترا للكريكت.

## وصلات خارجية
- نيل براند على موقع إي آس بي آن كريك إنفو (الإنجليزية)